# NSU: Historia Alemana X
NSU: Historia Alemana X es el nombre en español de la miniserie de TV alemana estrenada en 2016, Mitten in Deutschland: NSU. La serie de tres episodios dramatiza los eventos reales y personajes de Clandestinidad Nacionalsocialista (CNS) (en alemán: Nationalsozialistischer Untergrund (NSU)), un grupo terrorista Neonazi descubierto en noviembre de 2011. 
La serie fue distribuida por Netflix a nivel internacional en 2016.

## Argumento
El primer episodio muestra como Beate Zschäpe se adentró en el grupo, junto a Uwe Mundlos y Uwe Böhnhardt. El segundo episodio se centra en las víctimas de sus ataques, y el tercero en las investigaciones policiales que descubrieron y desenmascaron al grupo.

## Reparto
- Anna Maria Mühe como Beate Zschäpe.
- Albrecht Schuch como Uwe Mundlos.
- Sebastian Urzendowsky como Uwe Böhnhardt.